# アンドロメダ座シータ星
アンドロメダ座θ星（アンドロメダざシータせい、θ Andromedae、θ And）は、アンドロメダ座の連星である。年周視差を基に計算した太陽系からの距離は、およそ173光年で、見かけの等級は4.6と、暗い夜空であれば肉眼でみえる明るさである。

## 特徴
アンドロメダ座θ星は、スペクトル型がA2 Vと分類されるA型星である。スペクトルの分析からは、原子量が小さい元素は太陽に近い存在量であるものの、鉄や、より原子量の大きい元素は、平均的には太陽より存在量が大きい化学特異星で、高速自転Am星ではないかといわれる。
アンドロメダ座θ星には、変光しているという指摘があり、変光星総合カタログの「新しい変光星候補」（NSV 116）となっている。明るさは、最も明るいときと最も暗いときで0.04等級の差があるとされるが、確定した変光星とはなっていない。

### 星系
アンドロメダ座θ星は、1986年にキットピーク国立天文台の4mメイヨール望遠鏡によるスペックル干渉法の観測から、離角およそ0.06秒の伴星が分離された。それだけでは、2つの恒星の間に物理的な結び付きがあるかどうか明らかでなかったが、ヒッパルコス衛星による位置測定データから軌道を計算すると、アンドロメダ座θ星が真の連星であることがわかった。アンドロメダ座θ星系は、およそ1,017日周期で公転しており、軌道長半径は概ね1au程度で、離心率が大きい偏った軌道をとっている。求められた軌道要素から、伴星も比較的質量が大きい恒星とみられ、A型星ではないかと考えられている。なお、分光観測からは連星である証拠は得られていない。

## 名称
中国では、アンドロメダ座θ星は厩、或いは厩の世話をする官吏を意味する天廄（拼音: Tiān Jiù）という星官を、アンドロメダ座ρ星、アンドロメダ座σ星と共に形成する。アンドロメダ座θ星自身は、天廄一（拼音: Tiān Jiù yī）つまり天厩の1番星として知られる。